# Kasteel van Leignon
Het kasteel van Leignon, ook gekend als het Château des milles fenêtres (kasteel met duizend vensters), is een kasteel in Leignon, deelgemeente van Ciney in de provincie Namen. Het dateert in zijn huidige vorm uit de late negentiende eeuw.
Het domein, het kasteel en 400 hectare, oorspronkelijk van de abdij van Stavelot, werd door de diplomaat Isidore Eggermont in 1890 gekocht. Het kasteel werd gebouwd in een eclectische stijl door de Belgische architect Auguste Van Assche. Brabantse neogotiek domineert de gevel. Binnenin het gebouw zijn er kamers in Napoleon III-stijl, andere in neogotische stijl, nog een andere kamers in art nouveau en art deco.
In 1953 kocht de NMBS het domein. Sinds 1989 is het kasteel en zijn park van elf hectare opnieuw particulier eigendom.